# Marverand
Le Marverand est une rivière française qui coule dans le département du Rhône en région Auvergne-Rhône-Alpes. C'est un affluent de la Saône, en rive droite, donc un sous-affluent du Rhône.

## Géographie
D'une longueur de 13,92 km, le Marverand prend sa source à 550 m d'altitude, sur le versant sud du Crêt Néron (commune de Blacé) où il sera vite rejoint au lieu dit les Étuiles (altitude : 440 m) par un ruisseau prenant sa source en contrebas du signal de Saint-Bonnet (commune de Montmelas-Saint-Sorlin), à près de 610 m d'altitude.
Il se jette dans la Saône, à Arnas, à 169 m d'altitude.

## Communes traversées
Dans le seul département du Rhône, le Marverand traverse trois communes :
- dans le sens amont vers aval : Blacé (source), Saint-Julien, Arnas (confluence).

## Affluent
L'affluent du Marverand est le Ruisseau des Fontaines (source à Denicé, confluence à Arnas), d'une longueur totale de 4 km.
Son rang de Strahler est donc de deux.

## Hydrologie
Le bassin versant du Marverand s'étend sur près de 29 km2.

## Organisme gestionnaire
Le Marverand est géré par le SMRB ou syndicat mixte des rivières du Beaujolais.

## Tourisme
Le château de Longsard a été construit au bord du Marverand.